# Дунайка (станция)
Дуна́йка — железнодорожная станция Ярославского региона Северной железной дороги, расположенная во Фрунзенском районе города Ярославля.
Своё название она получила от протекающей поблизости речки Дунайки.

## Деятельность
Коммерческие операции, выполняемые на станции:
- грузовые и пассажирские операции не производятся[2].

## Инфраструктура
На станции 12 светофоров, 9 стрелочных переводов, пост электрической централизации и склад ПЧ.
Посередине станции расположена одна островная пассажирская платформа.
Посадочные платформы не оборудованы турникетами, перронный контроль не осуществляется.
На станции предусмотрено обслуживание подъездных путей.

## Путевое развитие
| №№ | Назначение путей                                                                         | Стрелки, ограничивающие путь | Стрелки, ограничивающие путь | Полезная длина        | Вместимость в условных вагонах | Наличие на пути  | Наличие на пути | Наличие на пути   |
| №№ | Назначение путей                                                                         | от                           | до                           | Полезная длина        | Вместимость в условных вагонах | Электр. изоляции | Конт. сети      | Устр. АЛСН / САУТ |
| -- | ---------------------------------------------------------------------------------------- | ---------------------------- | ---------------------------- | --------------------- | ------------------------------ | ---------------- | --------------- | ----------------- |
| I  | Главный. Прием, отправление и пропуск пассажирских и грузовых поездов обоих направлений. | 1                            | 2                            | 1174                  | 81                             | есть             | есть            | есть / нет        |
| 2  | Приемо-отправочный пассажирских и грузовых поездов обоих направлений.                    | 5                            | 8                            | чет — 889 нечет — 859 | чет — 61/38 нечет — 58/37      | есть             | нет             | есть / нет        |
| 3  | Приемо-отправочный пассажирских и грузовых поездов обоих направлений.                    | 5                            | 8                            | чет — 871 нечет — 886 | чет — 59/37 нечет — 60/38      | есть             | есть            | есть / нет        |
| 4  | Вытяжной.                                                                                | 3                            | упора                        | 119                   | 7                              | нет              | есть            | нет / нет         |
| 5  | Предохранительный тупик.                                                                 | 6                            | упора                        | 44                    | 3                              | нет              | нет             | нет / нет         |

Схематический план ст. Дунайка

## Движение по станции
По состоянию на лето 2012 года, через станцию проходит более 32 поезда в сутки в пригородном, местном и дальнем следовании.

### Дальнее сообщение
Поезда дальнего следования на станции не останавливаются. В сутки через станцию проходит около 4 пары поездов в дальнем следовании.

### Пригородное сообщение
Станция является остановочным пунктом для пригородных поездов, кроме экспрессов. На станции останавливаются 10 пригородных поездов в сутки, из них 6 — по направлению на Ярославль-Главный, 2 — по направлению на Кострому и 2 — по направлению на Нерехту. Время движения от Ярославля-Главного — около 19 минут.

## Прилегающие перегоны

### Нечётное направление
- «Дунайка — Ярославль», 6,4 км, однопутный электрифицированный, двухсторонняя автоматическая блокировка для движения чётных и нечётных поездов.

### Чётное направление
- «Дунайка — Телищево», 4,4 км, однопутный электрифицированный, двухсторонняя автоматическая блокировка для движения чётных и нечётных поездов.  В непосредственной близости от станции расположены неохраняемый железнодорожный переезд на пересечении с Индустриальной улицей и охраняемый железнодорожный переезд на пересечении с Костромским шоссе.